# Dasygaster punctosa
Dasygaster punctosa är en fjärilsart som beskrevs av Walker 1856. Dasygaster punctosa ingår i släktet Dasygaster och familjen nattflyn. Inga underarter finns listade i Catalogue of Life.